# Rien sauf l'été
Pour plus de détails, voir Fiche technique et Distribution.
Rien sauf l'été est un moyen métrage franco-belge réalisé par Claude Schmitz et sorti en 2017.

## Fiche technique
- Titre : Rien sauf l'été
- Réalisation : Claude Schmitz
- Photographie : Florian Berutti
- Son : Jean-Noël Boisse
- Montage : Marie Beaune
- Musique : Thomas Turine
- Production : ChevalDeuxTrois
- Pays d'origine :  France -  Belgique
- Durée : 35 minutes
- Dates de sortie : 
  - France - avril 2017 (Festival de Brive)
  - France et Belgique -10 janvier 2018

## Distribution
- Olivier Zanotti
- Patchouli
- Pierre Saternaer
- Lucie Guien
- Chloé de Grom
- Thomas Depas
- Damien Chapelle
- Francis Soetens
- Lucie Debay
- Antoine Wielemans
- Hélène Bressiant

## Distinctions
- Grand Prix Europe au Festival du cinéma de Brive 2017[1]